# Owen Garvan
Owen Garvan (né le 29 janvier 1988 à Dublin, est un footballeur irlandais. Il termine sa carrière en 2018 en jouant pour le club de dublinois du St. Patrick's Athletic Football Club.

## Carrière
Après avoir débuté comme professionnel sous les couleurs d'Ipswich Town à l'âge de 16 ans, Owen Garvan signe à l'été 2010 à Crystal Palace pour un transfert s'élevant à 250 000 £.
Le 27 août 2015 il rejoint Colchester.

## Statistiques
| Saison      | Club           | Pays         | Championnat        | Coupes nationales |
| ----------- | -------------- | ------------ | ------------------ | ----------------- |
| 2004 - 2005 | Ipswich Town   | Championship | -                  | -                 |
| 2005 - 2006 | Ipswich Town   | Championship | 31 matchs / 3 buts | 2 matchs          |
| 2006 - 2007 | Ipswich Town   | Championship | 27 matchs / 1 but  | 2 matchs          |
| 2007 - 2008 | Ipswich Town   | Championship | 43 matchs / 2 buts | 1 match / 1 but   |
| 2008 - 2009 | Ipswich Town   | Championship | 37 matchs / 7 buts | 2 matchs          |
| 2009 - 2010 | Ipswich Town   | Championship | 25 matchs          | 3 matchs / 1 but  |
| 2010 - 2011 | Crystal Palace | Championship | 26 matchs / 3 buts | 2 matchs          |
| 2011 - 2012 | Crystal Palace | Championship | 1 match            | -                 |

Dernière mise à jour : 8 août 2011

## Palmarès
Ipswich Town
- FA Youth Cup
  - Vainqueur : 2005